# Antoni Paweł Sułkowski

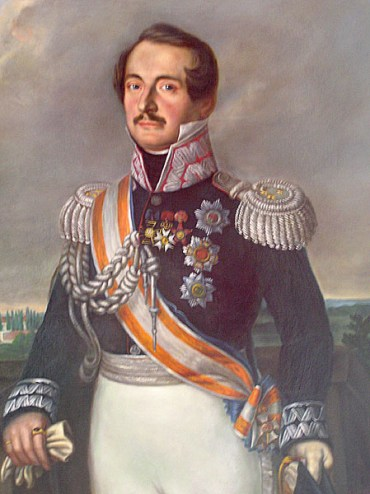
Antoni Paweł Sułkowski

Antoni Paweł Sułkowski (deutsch Anton Paul Fürst Sulkowski; * 31. Dezember 1785 in Leszno; † 13. April 1836 in Rydzyna) war ein polnischer General im Dienst Napoleons, des Herzogtums Warschau sowie des Königreichs Polen und ab 1824 Preußischer Staatsrat.

## Leben
Er stammte aus der polnischen Fürstenfamilie Sułkowski und war Sohn von Anton Fürst Sulkowski. Die Mutter Karolina entstammte dem böhmischen Adelsgeschlecht Bubna und Lititz. Er studierte in Breslau und Göttingen.
Er trat 1806 nach der Niederlage Preußens in die Dienste Napoleons beziehungsweise des Herzogtums Warschau ein. Er bildete im Range eines Obersts das 1. polnische Infanterieregiment. Er zeichnete sich bei den Belagerungen von Kolberg und Danzig aus und wurde zum Brigadegeneral befördert. In den Jahren 1808 bis 1810 diente er in Spanien und bewährte sich dort auch militärisch. Dies war etwa der Fall bei der Verteidigung von Toledo, in den Schlachten von Almonacid und Ocassa. Zeitweise war er Gouverneur von Málaga. Im Jahr 1810 kehrte er in das Herzogtum Warschau zurück.
Beim Russlandfeldzug führte Sulkowski eine leichte Kavallerie-Brigade des 5. Corps unter Josef Anton Poniatowski und wurde am 18. Oktober des Jahres schwer verwundet. Er wurde zum Divisionsgeneral befördert. In der Schlacht von Leipzig führte er ein mobiles Corps und kämpfte selbst an der Spitze einer Kavalleriebrigade. Nach dem Tod von Poniatowski wurde er Befehlshaber der polnischen Truppen. Mit diesen machte er die Rückzugskämpfe mit. Bei Fulda kam es zum Konflikt mit Napoleon. Sulkowski hatte den polnischen Soldaten versprochen, sie nach Polen zurückzuführen. Napoleon überredete die übrigen Offiziere mit den Truppen bei der französischen Armee zu verbleiben. Daraufhin legte Sulkowski den Oberbefehl nieder und kehrte nach Polen zurück.
Dort beteiligte er sich im Rang eines Generalleutnants führend an der Neuorganisation der polnischen Armee. Er wurde Generaladjutant von Zar Alexander I. Im Jahr 1816 trat er aus dem aktiven Militärdienst aus. Er verlegte seinen Lebensmittelpunkt in den preußischen Teil Polens. Dort wurde er 1824 Landmarschall des ersten Provinziallandtag von Posen und Mitglied des preußischen Staatsrates. Er war Besitzer der Ordination Rydzyna und der Grafschaft Leszno.

## Familie
Sułkowski heiratete die Gräfin Eva von Kicka. Aus der Ehe gingen der Sohn und vier Töchter hervor:
- August Anton (* 13. Dezember 1820; † November 1882) ⚭ 1843 Gräfin Marie von Mycielska (* 24. Juli 1822)
- Taida Caroline (* 10. April 1811; † 29. September 1839) ⚭ 1838 Graf Heinrich Wodzicki (1813–1884)
- Helene Caroline (* 31. Dezember 1812) ⚭ 31. Juli 1833 Graf Heinrich Potocki (* 22. November 1811; † 7. September 1872)
- Eva Caroline (* 22. Oktober 1814) ⚭ 1838 Graf Ladislaus Potocki († 1855)
- Therese Caroline (* 14. Dezember 1815; † 18. April 1889) ⚭ 1840 Graf Heinrich von Wodzicki (* 2. Dezember 1813; † 20. Oktober 1884), österreichischer Reichsrat[3]